# Прапор Джорджії
Прапор Джорджії (англ. Flag of Georgia) — один з державних символів американського штату.
Прапор, прийнятий 25 квітня 2003 року, являє собою червоне прямокутне полотнище перетнуте смугою білого кольору. Всі смуги рівновеликі. Поточний дизайн прапора був прийнятий в 1925 році. В кантоні прапора синій квадрат, який займає по висоті дві смуги. В центрі квадрата зображено золотом герб зі зворотної сторони печатки штату.
На гербі зображена арка, яку підтримують три стовпи. Арка з написом Constitution символізує Конституцію, три стовпи, які її підпирають, символізують три гілки влади: законодавчу, виконавчу і судову. Стрічки з словами з девізу штату Wisdom, Justice, Moderation (з англ. Мудрість, Правосуддя, Витримка) обгорнуті навколо стовпів. Гвардієць, який одягнутий в колоніальну форму солдата часів американської революції, з піднятою шаблею, стоїть на захисті Конституції. Внизу розташований девіз In God We Trust (з англ. Ми віримо в Бога), хоча цього девізу нема ні на печатці, ні на гербі. Навколо герба та девіза, по колу зображені тринадцять білих зірок, які символізують Джорджію і 12 інших штатів, які сформували Сполучені Штати Америки.
Прапор часто називають «Зірки і смуги Джорджії», як відміну від першого прапора Конфедеративних Штатів Америки, на основі якого він був створений.